# Epione isabellae
Epione isabellae là một loài bướm đêm trong họ Geometridae.